# Soc (mercat)

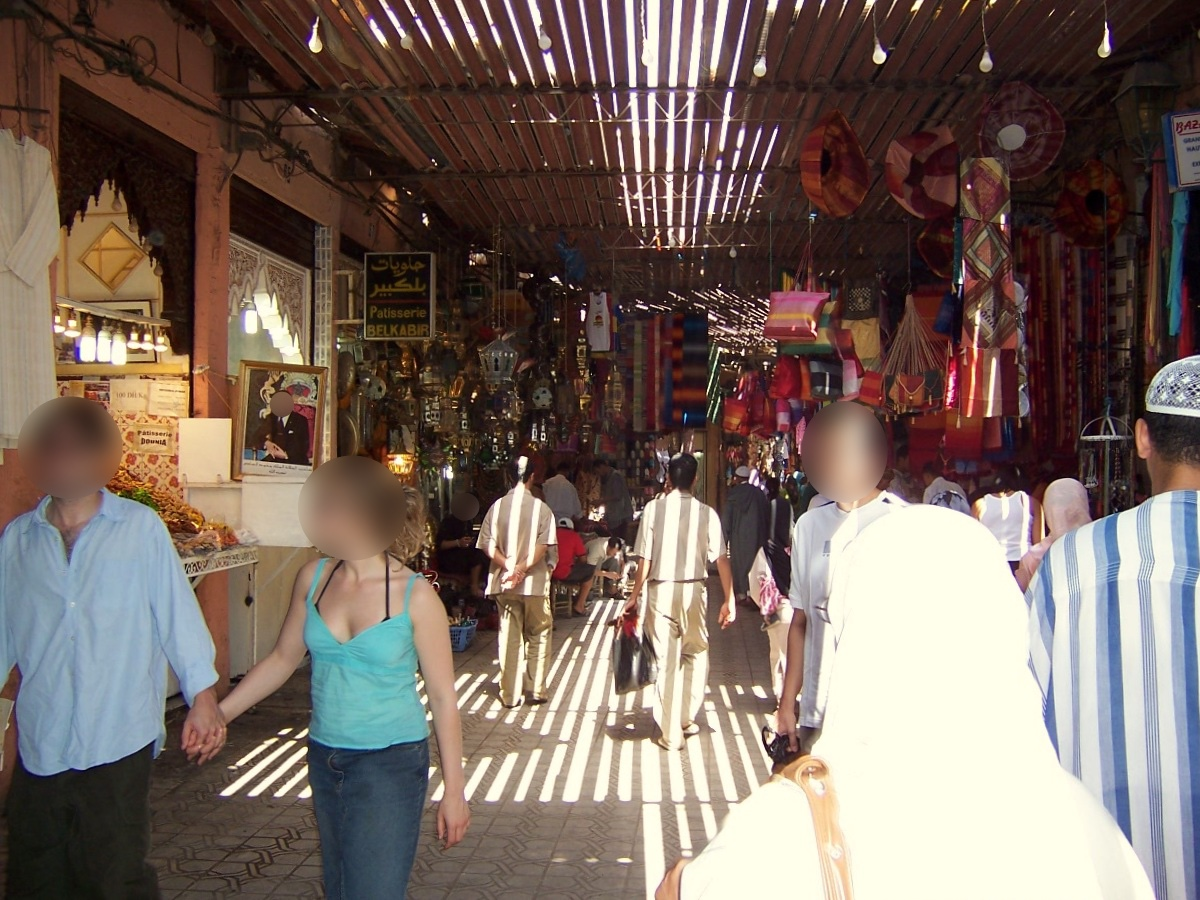
Soc a Marràqueix, Marroc

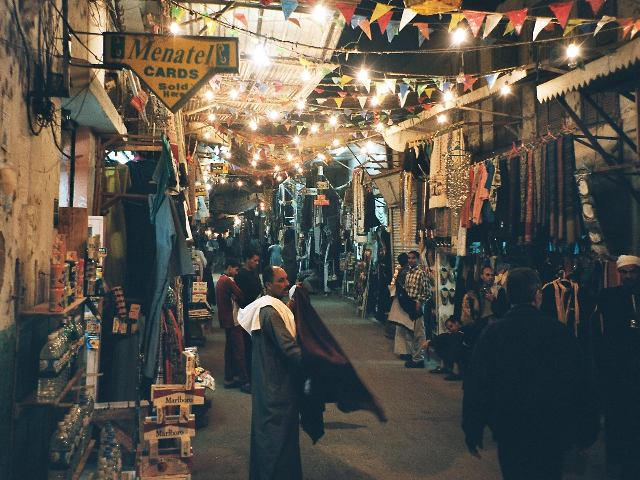
Soc a Esna, Egipte

Un soc (de l'àrab سوق, sūq) és la denominació que es dona en català als mercats tradicionals dels països àrabs, especialment els que es realitzen a l'aire lliure i que, sovint, tenen lloc en un determinat dia de la setmana o en una determinada època de l'any, encara que la paraula es pot fer extensiva a tota mena de mercat tradicional. El significat de la paraula soc en català és restringit respecte del terme original àrab suq (àrab: سوق, sūq), que significa ‘mercat’, de qualsevol mena.
El soc generalment se situa en una plaça al centre de la ciutat, ja que al seu entorn giren moltes altres activitats, i com és un lloc molt concorregut per a tota mena de compravenda d'articles variats, també sorgeixen alhora activitats secundàries de serveis per als qui el visiten, com ho són el transport, perruqueria, guarderies, etc.
En alguns llocs, la seva activitat pot ser setmanal o diària depenent de la població i els llocs de què disposi. Moltes poblacions reben el seu nom del mercat estacional que s'hi fa, per exemple, la marroquina Souk El Arbaa (‘mercat del dimecres’) o la toledana Plaza de Zocodover (de سوق الدواب, sūq ad-dawwāb, ‘mercat de les bèsties de càrrega’). A l'Àndalus, i més tard en els regnes cristians ibèrics, es va establir un sistema d'administració del mercat: al front hi havia un funcionari anomenat zabazoque, del qual depenien els restants, entre aquests els mostassafs.
Els socs, tradicionalment, no han estat només llocs de compra i venda, sinó espais centrals de la vida social. Per això, apareixen profusament en tota la literatura tradicional com a escenari on es desenvolupen les trames o part d'aquestes. En Les mil i una nits, per esmentar-ne només un exemple, tenim la història de Gra de bellesa, en què el pare del protagonista, Chamseddin, és síndic del soc del Caire.

## Història
En l'islam clàssic constituïa —juntament amb la mesquita i el palau del poder— el tercer centre funcional de la ciutat musulmana. Però a diferència de la mesquita o el palau, el soc no ocupava físicament gairebé mai el centre de la ciutat, a causa de la invasió de determinats oficis i professions que podrien causar problemes, pel soroll o les olors desagradables.
Igual que en la ciutat medieval cristiana, l'economia estava estructurada sobre la base corporativa i de qualsevol art o ofici, i un mestre era garant davant del poder polític, amb l'assistència d'ajudants amb experiència i autoritat, que havia delegat el bon funcionament dels seus negocis, comptant amb l'ajuda del múhtasib (superintendent) o del sàhib as-suq (‘senyor de mercat’) que, amb poders, garantia l'ús correcte dels pesos i mesures, reprimint qualsevol frau en el mercat gràcies a una força especial de policia (xurta), que podia imposar multes o la detenció dels culpables.
Les diferències de mercat dissenyaven el suq. Per tant, es va desenvolupar, en principi, dins de l'estructura protectora de les muralles, d'acord amb una tendència que podria definir-se més o menys com de cercles concèntrics, amb les professions i les arts menys relacionades amb béns peribles col·locades en el centre (podria ser el cas d'orfebres i perfumistes), els que tenen un impacte mitjà en el segon cercle (alimentació seca, productes tèxtils, calçat) i amb les arts i professions «contaminants» a l'exterior (els treballadors del metall de fulla, tintorers, carnissers, peixaters, animals vius, venda al detall). En cada gènere comercial, es treballava al costat dels competidors per tal de facilitar als clients els seus punts de referència.
L'obertura i tancament dels comerços van estar marcats rígidament per un horari fixat abans que les autoritats fossin garants dels mestres de les arts i les corporacions. Organitzaven també l'entrada d'aprenents i la seva formació. El sistema, com bàsicament tot els sistema de gremis, era tancat i propietat i operat, per tant, dins d'un art o una corporació per exclusiu dret de naixement o d'herència, excepte en els casos esporàdics i excepcionals expressament autoritzats pel poder o per l'art mateix o corporació.

## Damasc
Damasc és famós pels seus socs característics, dels quals s'esmenten principalment al-Ḥamīdiyye (perquè el comitent va ser el soldà otomà Abdul Hamid), Midḥat Pāshā (el nom d'un famós polític otomà), al-Ḥarīr (mercat de seda en àrab), al-Khayyāṭīn (sarti: ‘mercat de la merceria’), buzūriyye (‘mercat d'espècies’, de l’àrab buzūr, ‘llavors’), al-sāgha (‘el mercat d'or’, en àrab: ṣiyāgha, ‘or’).

## Nota
1. ↑  «soc» Diccionari Normatiu Valencià. Acadèmia Valenciana de la Llengua. [Consulta: 6 desembre 2023]
2. ↑  Castells Criballes, Margarida; Cinca Pinós, Dolors. Diccionari Àrab-Català.  Barcelona: Enciclopèdia Catalana, 2007, p. s.v. «ساق». ISBN 978-84-412-1546-7.